# Cueva del Viento
La Cueva del Viento es un tubo volcánico situado en el municipio de Icod de los Vinos, al norte de la Isla de Tenerife (Canarias, España). 
Es el tubo volcánico más grande de la Unión Europea y uno de los más grandes del mundo. De hecho es el sexto, tras una serie de tubos volcánicos en Hawái (Estados Unidos), aunque durante mucho tiempo fue considerado incluso el más grande del mundo. También se lo considera como el tubo volcánico más complejo del mundo, debido a su morfología de varios niveles y pasadizos.

## Características
Este tubo volcánico fue formado gracias a las coladas del Pico Viejo, el cual está situado junto al volcán del Teide. La creación de la cueva se remonta a hace 27 000 años.
Tiene una extensión de más de 17 kilómetros de longitud, en donde encontraremos tres niveles diferentes de pasadizos, todos ellos llenos de preciosos fenómenos geomorfológicos, como por ejemplo simas y terrazas de lava.
La Cueva cuenta con varios paneles bilingües dentro del Centro de Visitantes, en donde se explica cómo es y que camino vas a desarrollar. Se tienen de momento explorados y topografiados por parte del Grupo de Espeleología de Tenerife Benisahare 18 km. Además de su gran importancia vulcanológica, tiene un gran interés biológico y paleontológico. El desarrollo de la Cueva incluye a otras cavidades conectadas todas entre sí, como la Cueva Belén, la del Sobrado, la de las Breveritas y la de los Piquetes. Se conocen 7 bocas de acceso al complejo.
Esta Cueva es también un lugar rico en hallazgos paleontológicos de fósiles de animales extinguidos de la prehistoria canaria. Se han hallado restos de huesos de Gallotia goliath y Canariomys bravoi, un lagarto y una rata gigante hoy extinguidos, entre otras especies. En varias entradas del tubo volcánico se han encontrado además restos arqueológicos de los guanches, antiguos aborígenes de Tenerife.
En la actualidad, la Cueva del Viento es una atracción turística de la isla.